# Thomas Raymond Kelly
Thomas Raymond Kelly (1893 – 17 de enero de 1941) fue un cuáquero educador estadounidense. Enseñó y escribió en el tema de misticismo. Sus libros son muy leídos, especialmente por las personas interesaras en espiritualidad.
Kelly nació en 1893 en Ohio en un familia cuáquera (miembros de la Sociedad Religiosa de Amigos). La rama de cuaquerismo en qué estaba enseñado ( Wilmington Reunión Anual) había sido influido por los evangelistas del siglo XIX y servicios de adoración eran similares a otro grupos de las iglesias protestantes.
Se graduó en 1913 por la Wilmington Universidad como estudiante de química. Luego fue a la Universidad Haverford, cerca de Filadelfia, Pensilvania donde Rufus Jones, un amigo prominente, fue su mentor. Era en este tiempo cuando vino a contacto con la más tradicional mística de la Sociedad Religiosa de Amigos.
Kelly fue a Hartford Teológico Seminary para ser entrenado como misionero y deseó servir en Asia. Cuando la Primera Guerra Mundial empezó, se inscribió para trabajar en el YMCA con las tropas que entrenaban en Salisbury Llanura. Eventualmente trabajó con prisioneros alemanes de guerra. Estaba despedido cuando él y muchos de sus colegas se volvieron pacifistas ardientes y el ejército no quiso personas con esas ideas quien tenían acceso al personal militar. Cuándo regresa a Estados Unidos, completa su Seminario de formación y se casa con Leal Macy.
Kelly enseñó por dos años (1919–1921) en su alma mater, Wilmington Universidad. Entonces regreso a Hartford Seminary donde logró un doctorado en filosofía y una inducción a Phi Beta Kappa. Él y su mujer entonces fueron a Berlín y trabajando con los Comité de Servicio de amigos americanos en el programa de alimentación del niño, donde eran instrumentales en la fundación de la comunidad cuáquera en Alemania.
Cuándo regreso estaba nombrado cabeza del Departamento de Filosofía de Earlham Universidad en Richmond, Indiana. El era infeliz allí y se dio cuenta de que no estaba de acuerdo con mucho de su fondo evangelical.
En 1930 Kelly empezó a trabajar en un segundo Ph.D. en Harvard. Mientras trabajó en su título, el enseñó en Wellesley Universidad (1931–1932) y otra vez en Earlham (1932–1935). En 1935, fue a enseñar en la Universidad de Hawái y empezó investigación en filosofías orientales.
En 1936, Kelly fue un profesor en Haverford Universidad. Publicó la disertación para su segundo doctorado en 1937, pero fallo en la defensa oral debido a un lapso de memoria. Este fracaso puso a Kelly en un periodo de dolor, durante el tiempo aparentemente despierto espiritualmente.
En 1938, Kelly fue a Alemania para animar los amigos que viven debajo el régimen de Hitler.
Kelly recibió palabra el 17 de enero de 1941 que Harper y Hermanos eran dispuestos a platicar con él para la publicación de un libro religioso. Murió de un ataque de corazón más tarde ese mismo día. Tres meses después, el colega de Kelly, Douglas V. Steere, entregó cinco de los escritos de Kelly al editor junto con un esbozo biográfico de Kelly. El libro estuvo publicado bajo el título Un Testamento de Devoción. Algunos de sus otros ensayos han sido recogidos en un libro titulado La Promesa Eterna. Una biografía estuvo escrita por su hijo, Richard Kelly en 1966, y publicado por Harper and Row.